# Pimig
Pimig är en bergstopp i Österrike.   Den ligger i distriktet Reutte och förbundslandet Tyrolen, i den västra delen av landet, 500 km väster om huvudstaden Wien. Toppen på Pimig är 2 406 meter över havet, eller 171 meter över den omgivande terrängen. Bredden vid basen är 0,68 km.
Terrängen runt Pimig är huvudsakligen bergig, men åt sydväst är den kuperad. Runt Pimig är det ganska glesbefolkat, med 27 invånare per kvadratkilometer.. Närmaste större samhälle är Mittelberg, 14,0 km nordväst om Pimig. 
Trakten runt Pimig består i huvudsak av gräsmarker.